# Przemiana adiabatyczna

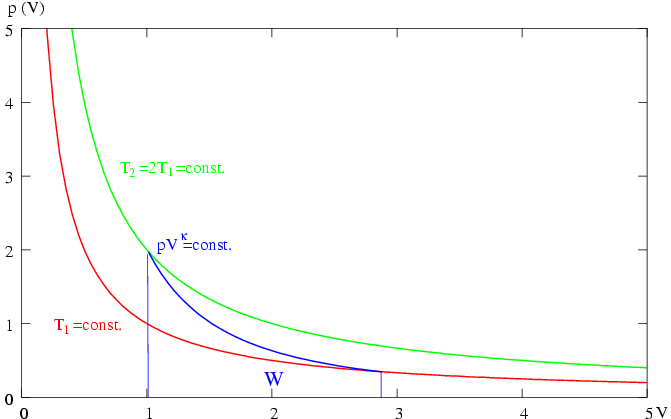
Krzywa czerwona i zielona – izotermy (przemiana izotermiczna), niebieska – adiabata

Przemiana adiabatyczna, proces adiabatyczny – proces termodynamiczny, podczas którego izolowany układ nie nawiązuje wymiany ciepła, lecz całość energii jest dostarczana lub odbierana z niego jako praca. Jest to idealizacja niemożliwa do zrealizowania w praktyce. Użyteczne założenie przemiany adiabatycznej w danym systemie termodynamicznym jest możliwe dzięki zastosowaniu osłon adiabatycznych lub wówczas, gdy proces zachodzi na tyle szybko, że przepływ ciepła nie zdąży nastąpić.
Adiabatą (z gr. ἀδιάβατος „nie do przebycia”) nazywa się krzywą przedstawiającą na wykresie przemianę adiabatyczną, w szczególności zależność ciśnienia gazu od jego objętości przy sprężaniu lub rozprężaniu adiabatycznym.

## Przemiana adiabatyczna gazu doskonałego
Przemiana adiabatyczna jest przemianą, w której zmieniają się parametry stanu gazu, m.in. ciśnienie, objętość właściwa, temperatura, energia wewnętrzna, entalpia. Ponieważ nie ma wymiany ciepła z otoczeniem, podczas sprężania rośnie temperatura gazu, a podczas rozprężania temperatura maleje. Podobnie jak w przypadku sprężania izotermicznego – maleje objętość a rośnie ciśnienie, jednak w sprężaniu adiabatycznym trzeba dodatkowo uwzględnić wzrost ciśnienia gazu (spowodowany wzrostem temperatury).
Przebieg przemiany adiabatycznej określa się prawem Poissona:
{\displaystyle pV^{\kappa }=\operatorname {const} ,}
gdzie:
- {\displaystyle p} – ciśnienie,
- {\displaystyle V} – objętość,
- {\displaystyle \kappa ={\frac {C_{p}}{C_{v}}}={\frac {\alpha +2}{\alpha }}} – wykładnik adiabaty, równy stosunkowi ciepła właściwego przy stałym ciśnieniu do ciepła właściwego przy stałej objętości, gdzie {\displaystyle C_{p}} i {\displaystyle C_{v}} oznaczają ciepła molowe (w przypadku tego wzoru można zastąpić je ciepłami właściwymi). Parametr {\displaystyle \alpha } oznacza liczbę stopni swobody cząsteczek gazu. Przyjmuje wartości: 3 – dla gazów jednoatomowych, 5 – dla gazów dwuatomowych i 6 dla gazów wieloatomowych. Powietrze zawiera głównie gazy dwuatomowe, dlatego współczynnik {\displaystyle \alpha } = 5, a {\displaystyle \kappa } = 1,4.

Przemiana adiabatyczna przebiega zwykle od stanu początkowego (1) do końcowego (2). Równanie Poissona można dla takiego przypadku zapisać następująco:
{\displaystyle p_{1}V_{1}^{\kappa }=p_{2}V_{2}^{\kappa }.}
Wstawiając równania Clapeyrona i odpowiednio przekształcając można uzyskać inne postacie równania Poissona, wiążące ze sobą temperaturę i objętość oraz temperaturę i ciśnienie czynnika:
{\displaystyle {\frac {T_{2}}{T_{1}}}=\left({\frac {V_{1}}{V_{2}}}\right)^{\kappa -1},}
{\displaystyle {\frac {T_{2}}{T_{1}}}=\left({\frac {p_{2}}{p_{1}}}\right)^{\frac {\kappa -1}{\kappa }}.}
Krzywe obrazujące procesy adiabatyczne zwane są adiabatami. Proces adiabatyczny jest szczególnym przypadkiem procesu politropowego.

## Wyprowadzenie
Z pierwszej zasady termodynamiki:
{\displaystyle dU=\delta Q+\delta W,} ale {\displaystyle \delta Q=0,}
zatem
{\displaystyle \delta U={\mbox{d}}W,}
{\displaystyle dU-{\mbox{d}}W=0,}
ale
{\displaystyle {\mbox{d}}W=-pdV.}
Dla jednego mola gazu można powyższy wzór zapisać w postaci
{\displaystyle C_{v}{\mbox{d}}T+p{\mbox{d}}V=0.}
Z równania Clapeyrona
{\displaystyle pV=RT.}
Różniczkując ostatnie równanie po temperaturze mamy
{\displaystyle V{\mbox{d}}p+p{\mbox{d}}V=R{\mbox{d}}T\Rightarrow {\mbox{d}}T={\frac {V{\mbox{d}}p}{R}}+{\frac {p{\mbox{d}}V}{R}}.}
Po podstawieniu do równania otrzymanego z I zasady termodynamiki
{\displaystyle C_{v}\left({\frac {V{\mbox{d}}p}{R}}+{\frac {p{\mbox{d}}V}{R}}\right)+p{\mbox{d}}V=0,}
{\displaystyle p{\mbox{d}}V\left({\frac {C_{v}+R}{R}}\right)+C_{v}{\frac {V{\mbox{d}}p}{R}}=0.}
Po pomnożeniu przez {\displaystyle R} i skorzystaniu z tego, że {\displaystyle C_{v}+R=C_{p},} otrzymujemy
{\displaystyle C_{p}p{\mbox{d}}V+C_{v}V{\mbox{d}}p=0.}
Wprowadzając {\displaystyle \kappa ={\frac {C_{p}}{C_{v}}}}
{\displaystyle \kappa p{\mbox{d}}V+V{\mbox{d}}p=0,}
{\displaystyle \kappa {\frac {{\mbox{d}}V}{V}}=-{\frac {{\mbox{d}}p}{p}}.}
Całkując obustronnie od wartości początkowych {\displaystyle V_{0}} do {\displaystyle V} i od {\displaystyle p_{0}} do {\displaystyle p,} otrzymujemy
{\displaystyle \kappa \ln \left({\frac {V}{V_{0}}}\right)=-\ln \left({\frac {p}{p_{0}}}\right),}
korzystając z własności funkcji logarytmicznej
{\displaystyle \left({\frac {V}{V_{0}}}\right)^{\kappa }=\left({\frac {p_{0}}{p}}\right),}
skąd
{\displaystyle pV^{\kappa }=p_{0}V_{0}^{\kappa }=\operatorname {const} .}

## Adiabata odwracalna i nieodwracalna
Przedstawiona powyżej zależność Poissona (zwana także równaniem adiabaty odwracalnej) obowiązuje dla przemiany gazu nielepkiego. Brak lepkości powoduje, że nie występują siły styczne, a więc i tarcie wewnętrzne cząsteczek gazu. Do sprężenia takiego gazu zużywa tyle samo pracy, ile uzyska się potem z jego rozprężenia do pierwotnej objętości.
W rzeczywistości gaz nielepki nie istnieje. Podczas sprężania gazu pokonuje siły tarcia wewnętrznego (występującego wewnątrz gazu oraz między cząsteczkami gazu a ściankami naczynia). Dlatego sprężanie gazu rzeczywistego wymaga więcej pracy niż nielepkiego. Podczas rozprężania adiabatycznego także występuje tarcie wewnętrzne, ale przeciwstawia się ono rozprężaniu. Z rozprężania gazu rzeczywistego uzyskamy mniej pracy, niż z gazu nielepkiego (ponieważ część pracy musi zostać spożytkowana na pokonanie sił tarcia wewnętrznego). Tak więc aby cyklicznie sprężać i rozprężać gaz rzeczywisty musimy dostarczać pracę z zewnątrz, a praca ta poprzez tarcie zostanie zamieniona na ciepło. Przemiana adiabatyczna gazu nielepkiego (przemiana beztarciowa) nazywana jest adiabatą odwracalną, natomiast przemiana gazu lepkiego – adiabatą nieodwracalną.
Podczas przemiany adiabatycznej odwracalnej entropia nie zmienia się, a entropia przemian adiabatycznych rzeczywistych (nieodwracalnych) rośnie. W obliczeniach przemian adiabatycznych zakłada się wstępnie, że przemiana jest odwracalna, a następnie uwzględnia się odpowiednie straty.

## Przemiana adiabatyczna a fala akustyczna
Podczas rozchodzenia się fali akustycznej w powietrzu ma miejsce szybkie lokalne sprężanie i rozprężanie powietrza. Dla fal o częstotliwościach słyszalnych przez człowieka zmiany te są na tyle szybkie, że można uznać je za adiabatyczne. Wykorzystując ten fakt, można, przy założeniu, że powietrze jest gazem doskonałym, znaleźć wzór na prędkość dźwięku w funkcji temperatury
{\displaystyle v_{D}={\sqrt {\frac {\kappa kT}{m}}},}
gdzie:
{\displaystyle \kappa } – wykładnik adiabaty,
{\displaystyle k} – stała Boltzmanna,
{\displaystyle T} – temperatura powietrza,
{\displaystyle m} – uśredniona masa cząsteczki powietrza.

## W technice
Podczas szybkiego zwiększania lub zmniejszania ciśnienia gazu, w rzeczywistej maszynie energetycznej wymiana cieplna jest wielokrotnie mniejsza od wykonywanej nad gazem pracy; dlatego szybkie sprężanie lub rozprężanie, ze względu na znikomy błąd, można traktować jako przemianę adiabatyczną.

### Sprężanie
Sprężanie adiabatyczne realizowane może być w cylindrze zamkniętym przesuwającym się tłokiem bądź w dyfuzorze. Podczas sprężania adiabatycznego zwiększa się temperatura i entalpia gazu. Znajomość przyrostu entalpii umożliwia wyznaczenie pracy mechanicznej zużytej do sprężania. Wzrost temperatury w wyniku sprężania adiabatycznego jest wykorzystywany w silniku tłokowym wysokoprężnym, gdzie celem jest uzyskanie odpowiednio wysokiej temperatury powietrza umożliwiającej samozapłon mieszanki paliwowo-powietrznej.

### Rozprężanie
Podczas rozprężania adiabatycznego temperatura i entalpia gazu maleje, co znalazło zastosowanie w wielu dziedzinach techniki. Największe znaczenie dla cywilizacji ma rozprężanie czynnika obiegowego w turbinach cieplnych. Turbiny cieplne stanowią bowiem obecnie podstawowe źródło napędu generatorów elektrycznych. Podczas rozprężania w turbinie wymiana ciepła z otoczeniem jest tak znikoma, że prawie nie popełnia się błędu zakładając rozprężanie adiabatyczne. Prędkości czynnika w kanałach przepływowych turbiny wahają się w granicach od ok. 50 do ok. 500 m/s, co wręcz uniemożliwia wymianę ciepła z otoczeniem. Rozprężanie odbywa się tu w kanałach zbieżnych (konfuzorach), w których entalpia gazu zamieniana jest na energię kinetyczną. Energia kinetyczna może być następnie zamieniona na mechaniczną odprowadzaną wałem do generatora.
Spadek temperatury w wyniku rozprężania adiabatycznego jest wykorzystywany także w chłodziarkach i pompach ciepła.

## W atmosferze
W atmosferze przemiana adiabatyczna zachodzi w wyniku wznoszenia się lub opadania mas powietrza. Podczas wznoszenia w wyniku zmniejszania się ciśnienia następuje ochładzanie masy powietrza, podczas opadania powietrze ogrzewa się. Zjawisko to odpowiada za pionowy gradient temperatury, zwiększone opady w górach od strony wiatru, ogrzewanie powietrza oraz zmniejszone opady po zawietrznej stronie gór. Przykładem takiego zjawiska jest wiatr fen.